# Арабский кошмар
«Арабский кошмар» — роман британского писателя Роберта Ирвина, был опубликован в 1983 году.

## История произведения
Роман был опубликован 30 ноября 1983 г., среди первых книг нового британского издательства «Дедалус».
По словам директора издательства Эрика Лэйна, «Ирвин стал культовым автором благодаря „Арабскому кошмару“, который попал во все энциклопедии, даже в детскую. Более того, отрывки из романа включены в путеводители по Каиру».

## Сюжет
Действия романа разворачиваются 18 июня 1486 года в Египте, в Каире. Английский лазутчик по имени Бэльян проникает в караван-сарай с целью провести рекогносцировку местности, но вместо плодотворной работы в первую же ночь ему привиделся кошмар, сопровождающийся приступом несколькочасовой амнезии.
Читатель попадает в Алям аль-Миталь — аналог европейского царства Морфея, где не совсем ясно и понятно, что есть что и куда ведёт та дорога, которая ведёт в Никуда.
Бальян оправдывает провал задания разоблачением страшной секты, встречей с Багдадскими Обезьянками и крайне интересными личностями средневекового Каира.

## Перевод
Роман неоднократно издавался в России в переводе В. Когана.

## Отзывы критики
Роберт Ирвин обводит читателя вокруг пальца как заправский шулер или уличный фокусник: смотрите, только что в руках было пусто, но вот появился и туз, и джокер. Хотя касается это только «Арабского кошмара»: в других произведениях сей замечательный трюк писателю повторить так и не удалось. — Василий Владимирский